# Línea 3 (Urbanos de Getafe)
La línea 3 de la red de autobuses urbanos de Getafe es una línea circular que une entre sí los principales barrios del municipio.

## Características
Esta línea se encarga de unir entre sí los barrios de El Bercial, San Isidro, Getafe Centro, Juan de la Cierva y Getafe Norte.
Desde el 27 de marzo de 2017, la línea es circular y sus sentidos de circulación se identifican mediante las letras A y B. Anteriormente realizaba un itinerario entre El Bercial, Juan de Borbón y Ventorro.
La línea circula exclusivamente por el término municipal de Getafe. Como bien se expresa en la numeración interna del CRTM, recibe el número 3065. El primer dígito corresponde a la línea, en este caso la línea 3. Y los últimos tres dígitos corresponden al municipio por el que circula, en este caso 065 corresponde al municipio de Getafe.
La línea no mantiene los mismos horarios todo el año, desde el 1 al 31 de agosto se reducen el número de expediciones, además de los días excepcionales vísperas de festivo y festivos de Navidad en los que los horarios también cambian y se reducen.
La línea está operada por la empresa Avanza Movilidad Integral mediante la concesión administrativa VCM-402 - Madrid – Getafe – Alcorcón (Viajeros Comunidad de Madrid) del Consorcio Regional de Transportes de Madrid. 

## Horarios

### 1 septiembre - 31 julio
| Lunes a viernes laborables | Lunes a viernes laborables | Sábados laborables | Sábados laborables | Domingos y festivos | Domingos y festivos |
| Circular A                 | Circular B                 | Circular A         | Circular B         | Circular A          | Circular B          |
| 06:30                      | 06:15                      | 06:45              | 06:20              | 07:35               | 07:10               |
| 06:55                      | 06:40                      | 07:35              | 07:10              | 08:25               | 08:00               |
| 07:20                      | 07:05                      | 08:25              | 08:00              | 09:15               | 08:50               |
| 07:47                      | 07:32                      | 09:15              | 08:50              | 10:05               | 09:40               |
| 08:15                      | 08:00                      | 10:05              | 09:40              | 10:55               | 10:30               |
| 08:42                      | 08:27                      | 10:55              | 10:30              | 11:45               | 11:20               |
| 09:10                      | 08:55                      | 11:45              | 11:20              | 12:35               | 12:10               |
| 09:37                      | 09:22                      | 12:35              | 12:10              | 13:25               | 13:00               |
| 10:05                      | 09:50                      | 13:25              | 13:00              | 14:15               | 13:50               |
| 10:30                      | 10:15                      | 14:15              | 13:50              | 15:05               | 14:40               |
| 10:55                      | 10:40                      | 15:05              | 14:40              | 15:55               | 15:30               |
| 11:20                      | 11:05                      | 15:55              | 15:30              | 16:45               | 16:20               |
| 11:45                      | 11:30                      | 16:34              | 16:20              | 17:35               | 17:10               |
| 12:10                      | 11:55                      | 17:00              | 16:47              | 18:25               | 18:00               |
| 12:35                      | 12:20                      | 17:26              | 17:13              | 19:15               | 18:50               |
| 13:00                      | 12:45                      | 17:52              | 17:39              | 20:05               | 19:40               |
| 13:25                      | 13:10                      | 18:18              | 18:05              | 20:55               | 20:30               |
| 13:50                      | 13:35                      | 18:44              | 18:31              | 21:45               | 21:20               |
| 14:10                      | 14:00                      | 19:10              | 18:57              | 22:35               | 22:10               |
| 14:30                      | 14:20                      | 19:36              | 19:23              | 21:16               | 20:54               |
| 14:50                      | 14:40                      | 20:02              | 19:49              | 22:00               | 21:38               |
| 15:10                      | 15:00                      | 20:28              | 20:15              | 22:44               | 22:22               |
| 15:30                      | 15:20                      | 20:54              | 20:41              | 23:30               | 23:05               |
| 15:50                      | 15:40                      | 21:20              | 21:07              |                     |                     |
| 16:10                      | 16:00                      | 21:46              | 21:33              |                     |                     |
| 16:30                      | 16:20                      | 22:12              | 21:59              |                     |                     |
| 16:50                      | 16:40                      | 22:38              | 22:25              |                     |                     |
| 17:10                      | 17:00                      | 23:30              | 23:00              |                     |                     |
| 17:30                      | 17:20                      |                    |                    |                     |                     |
| 17:50                      | 17:40                      |                    |                    |                     |                     |
| 18:10                      | 18:00                      |                    |                    |                     |                     |
| 18:30                      | 18:20                      |                    |                    |                     |                     |
| 18:55                      | 18:40                      |                    |                    |                     |                     |
| 19:20                      | 19:08                      |                    |                    |                     |                     |
| 19:45                      | 19:30                      |                    |                    |                     |                     |
| 20:10                      | 19:55                      |                    |                    |                     |                     |
| 20:35                      | 20:20                      |                    |                    |                     |                     |
| 21:00                      | 20:45                      |                    |                    |                     |                     |
| 21:25                      | 21:10                      |                    |                    |                     |                     |
| 21:50                      | 21:35                      |                    |                    |                     |                     |
| 22:15                      | 22:00                      |                    |                    |                     |                     |
| 22:40                      | 22:25                      |                    |                    |                     |                     |
| 23:10                      | 22:50                      |                    |                    |                     |                     |

### 1 - 31 agosto
| Lunes a sábados laborables | Lunes a sábados laborables | Domingos y festivos | Domingos y festivos |
| Circular A                 | Circular B                 | Circular A          | Circular B          |
| 06:40                      | 06:20                      | 07:20               | 07:00               |
| 07:20                      | 07:00                      | 08:04               | 07:42               |
| 08:04                      | 07:42                      | 08:48               | 08:26               |
| 08:48                      | 08:26                      | 09:32               | 09:10               |
| 09:32                      | 09:10                      | 10:16               | 09:54               |
| 10:16                      | 09:54                      | 11:00               | 10:38               |
| 11:00                      | 10:38                      | 11:44               | 11:22               |
| 11:44                      | 11:22                      | 12:28               | 12:06               |
| 12:28                      | 12:06                      | 13:12               | 12:50               |
| 13:12                      | 12:50                      | 13:56               | 13:34               |
| 13:56                      | 13:34                      | 14:40               | 14:18               |
| 14:40                      | 14:18                      | 15:24               | 15:02               |
| 15:24                      | 15:02                      | 16:08               | 15:46               |
| 16:08                      | 15:46                      | 16:52               | 16:30               |
| 16:52                      | 16:30                      | 17:36               | 17:14               |
| 17:36                      | 17:14                      | 18:20               | 17:58               |
| 18:20                      | 17:58                      | 19:04               | 18:42               |
| 19:04                      | 18:42                      | 19:48               | 19:26               |
| 19:48                      | 19:26                      | 20:32               | 20:10               |
| 20:32                      | 20:10                      | 21:16               | 20:54               |
| 21:16                      | 20:54                      | 22:00               | 21:38               |
| 22:00                      | 21:38                      | 22:44               | 22:22               |
| 22:44                      | 22:22                      | 23:30               | 23:05               |
| 23:30                      | 23:05                      |                     |                     |

Paso por el centro comercial El Bercial: aproximadamente 19 minutos después (Circular A) y aproximadamente 14 minutos después (Circular B) de su salida del Ambulatorio Los Ángeles. Duración del recorrido circular completo aproximadamente 25 minutos.

## Recorrido y paradas

### Circular A
| Código | Parada                                        | Común con                             | Conexiones con Metro y Cercanías |
| ------ | --------------------------------------------- | ------------------------------------- | -------------------------------- |
| 08245  | Av. Los Ángeles - Ambulatorio                 | 2 455                                 |                                  |
| 08320  | Av. Los Ángeles - Av. Aragón                  | 2 455                                 |                                  |
| 08128  | Av. Los Ángeles - Isaac Peral                 | 2 455                                 |                                  |
| 08317  | Av. Gibraltar - Cataluña                      | 1 4 447 455 488                       |                                  |
| 08316  | Av. Juan de la Cierva - Pza. San Sebastián    | 1 6 428 455 462 488                   |                                  |
| 08290  | San José Calasanz - Serranillos               | 1 6 441 448 450 455 462               |                                  |
| 08286  | Ramón y Cajal - Núñez de Balboa               | 1 4 6 447 455 462                     |                                  |
| 08284  | General Pingarrón - Colegio                   | 1 4 6 Pi1 Pi2 441 447 448 450 455 462 | Getafe Central                   |
| 08242  | Plaza Alcalde Juan Vergara - Leganés          | 2 4 6 428 447 448 450 455 462 468     |                                  |
| 08225  | Ctra. M406 - Hospital de Getafe               | 6 450 468                             |                                  |
| 18801  | Ctra. M406 - Cieguita de Getafe               | 6 446                                 |                                  |
| 17435  | Becquerel - Glaser                            | 446                                   |                                  |
| 17438  | Av. Salvador Allende - Av. Chile              | 446                                   |                                  |
| 17441  | Av. Salvador Allende - Av. Rosa Regás         | 446 488                               |                                  |
| 17445  | Av. Trece Rosas - Av. Mariano Moreno Músico   | 446 488                               |                                  |
| 08214  | Av. Buenos Aires - Biblioteca                 | 446 488                               |                                  |
| 08215  | Av. Buenos Aires - Barrio El Bercial          | 446 488                               |                                  |
| 08216  | Av. Buenos Aires - Eduardo Torroja            | 446 488                               |                                  |
| 20361  | Av. Cmte. José M. Ripollés - Restituto Glez.  | 446                                   |                                  |
| 17449  | Av. Cmte. José M. Ripollés - Est. El Bercial  | 446                                   | El Bercial                       |
| 17399  | Concha Espina - Av. María Zambrano            | 443                                   |                                  |
| 20115  | Sto. Dom. Calzada - Est. Las Margaritas Univ. |                                       | Las Margaritas Universidad       |
| 11720  | Av. Rigoberta Menchú - Est. Los Espartales    | 448 488                               | Los Espartales                   |
| 11722  | Av. Rigoberta Menchú - Centro de Salud        | 448 488                               |                                  |
| 11724  | Av. Rigoberta Menchú - Av. Rabia              | 448 488                               | El Casar                         |
| 11727  | Av. Rabia - Almazara                          | 448 488                               |                                  |
| 10811  | Av. Don Juan de Borbón - Giralda              | 4 447 488                             |                                  |
| 10809  | Av. Don Juan de Borbón - Plaza de Toros       | 4 447 488                             |                                  |
| 10807  | Av. Don Juan de Borbón - Parque Andalucía     | 488                                   |                                  |
| 11198  | Camino Viejo de Pinto - Av. Los Ángeles       | 442                                   |                                  |
| 11319  | Av. Los Ángeles - Av. Vascongadas             | 442                                   |                                  |
| 08245  | Av. Los Ángeles - Ambulatorio                 | 2 455                                 |                                  |

### Circular B
| Código | Parada                                        | Común con                 | Conexiones con Metro y Cercanías |
| ------ | --------------------------------------------- | ------------------------- | -------------------------------- |
| 08323  | Av. Los Ángeles - Ambulatorio                 | 1 455                     |                                  |
| 11197  | Av. Los Ángeles - Lagua de Joaztel            |                           |                                  |
| 11199  | Camino Viejo de Pinto - Av. Los Ángeles       |                           |                                  |
| 10806  | Av. Don Juan de Borbón - Parque Andalucía     | 488                       |                                  |
| 10808  | Av. Don Juan de Borbón - Plaza de Toros       | 4 447 488                 |                                  |
| 10810  | Av. Don Juan de Borbón - Giralda              | 4 447 488                 |                                  |
| 11726  | Av. Rabia - Almazara                          | 448 488                   |                                  |
| 11725  | Av. Rigoberta Menchú - Manuela Malasaña       | 448 488                   | El Casar                         |
| 11723  | Av. Rigoberta Menchú - Centro de Salud        | 448 488                   |                                  |
| 11720  | Av. Rigoberta Menchú - Est. Los Espartales    | 448 488                   | Los Espartales                   |
| 20114  | Sto. Dom. Calzada - Est. Las Margaritas Univ. |                           | Las Margaritas Universidad       |
| 17398  | Concha Espina - Av. María Zambrano            | 443                       |                                  |
| 17448  | Av. Cmte. José M. Ripollés - Est. El Bercial  | 446                       | El Bercial                       |
| 20360  | Av. Cmte. José M. Ripollés - Salvador Dalí    | 446                       |                                  |
| 17553  | Eduardo Torroja - Bélgica                     | 446                       |                                  |
| 08217  | Austria - Barrio El Bercial                   | 446 488                   |                                  |
| 08218  | Av. Buenos Aires - Biblioteca                 | 446 488                   |                                  |
| 17443  | Av. Parque - Av. Las Trece Rosas              | 446 488                   |                                  |
| 17442  | Av. Salvador Allende - Uruguay                | 446 488                   |                                  |
| 17439  | Av. Salvador Allende - Av. Chile              | 446 488                   |                                  |
| 20116  | Einstein - Instituto                          |                           |                                  |
| 20117  | Ctra. M406 - Polideportivo Sector III         | 6                         |                                  |
| 08226  | Ctra. M406 - Hospital de Getafe               | 6 450 468                 |                                  |
| 08241  | Leganés - Batres                              | 2 4 6 428 447 448 450 468 | Getafe Central                   |
| 08283  | Pza. Cuestas - UNED                           | 4 447 448 450             |                                  |
| 08348  | Magdalena - Arboleda                          | 441 448 450               |                                  |
| 06348  | Magdalena - Pza. Canto Redondo                | 441 448 450               |                                  |
| 08319  | Av. Los Ángeles - Pza. España                 | 1 442 455                 |                                  |
| 08321  | Av. Los Ángeles - Colegio                     | 1 455                     |                                  |
| 08323  | Av. Los Ángeles - Ambulatorio                 | 1 455                     |                                  |